# Max Pinchinat
Max Pinchinat est un peintre et un écrivain haïtien, né le 24 juin 1925 à Port-au-Prince et retrouvé mort le 7 novembre 1985 à Paris.

## Biographie
Max Pinchinat naît le 24 juin 1925 à Port-au-Prince, au sein de la petite bourgeoisie haïtienne. En 1947, ll commence à fréquenter le Centre d'art de Port-au-Prince animé par Dewitt Peters. Ce Centre d'art a une importance majeure à cette époque, de nombreux artistes peintres qui vont devenir célèbres s'y retrouvent qui vont  mettre en exergue la peinture haïtienne sur le marché de l'art, tels que Hector Hyppolite (à qui André Breton consacre plusieurs écrits),Rigaud Benoit, Albert Mangonès, Luce Turnier, Wilson Bigaud, Dieudonné Cédor, etc.
Il devient non seulement peintre, mais aussi professeur de dessin, professeur de peinture, critique et théoricien de l'art. Il écrit dans Le Nouvelliste, quotidien haïtien, mais aussi dans Conjonction, la revue de l'Institut français d'Haïti. Il s'y insurge notamment contre la tentation de cantonner l'art pictural haïtien à l'art naïf ou à l'art primitif : « Vous êtes des instinctifs, des primitifs, peignez comme Hyppolyte, Dufaut, Exumé, Toussaint Auguste, etc. Quel bourrage de crâne ! Nous ne sommes pas qu'instinctifs, que diable. Le marché est bon du côté de l'instinct mais quand même l'Art n'est pas encore, grâce à Dieu, une boutique. »,, et cherche à conjuguer l'art populaire haïtien à la peinture contemporaine,, incorporant à sa manière d'autres influences. Il participe à la fondation du Foyer des arts plastiques, avec un groupe de peintres issu comme lui, pour la plupart du Centre d'art de Haïti.
Ayant obtenu une bourse d'études, il part étudier à Paris, puis s'installe en France tout en gardant un lien étroit avec Haïti, où il revient à plusieurs occasions. Il travaille un temps comme correcteur au journal Le Monde, alors installé rue des Italiens à Paris. En 1958, il publie, dans la maison d'édition Présence africaine, un petit ouvrage intitulé Propos sur la peinture haïtienne.
Il a également publié un recueil de poésie, Exercices, en 1961, édité par Pierre-Jean Oswald.
Il est retrouvé mort le 7 novembre 1985 en son domicile du 17e arrondissement de Paris.